# Stanisław Śmiłowski
Stanisław Śmiłowski (1858–???) byl rakouský politik polské národnosti z Haliče, na počátku 20. století poslanec Říšské rady.

## Biografie
V době svého působení v parlamentu se uvádí jako majitel nemovitostí ve městě Limanowa. Byl rolníkem. Zasedal v okresní radě. Patřil do Polské lidové strany a v letech 1911–1913 byl členem jejího předsednictva. Po rozkolu přešel roku 1915 do Polské lidové strany „Piast” a zasedal i v jejím předsednictvu.
Působil také coby poslanec Říšské rady (celostátního parlamentu Předlitavska), kam usedl ve volbách do Říšské rady roku 1911, konaných podle všeobecného a rovného volebního práva. Byl zvolen za obvod Halič 39.
Uvádí se jako člen Polské lidové strany. Po volbách roku 1911 byl na Říšské radě členem poslaneckého Polského klubu.